# مرادآباد (مقاطعة دورة)
مرادآباد (بالفارسية: مرادآباد) هي قرية تقع في قسم تشكن الريفي (مقاطعة دورة) في إيران. يقدر عدد سكانها بـ 43 نسمة .